# Jef Friboulet
Jef Friboulet, nacido Émile Jean Jules Friboulet (Fécamp, 11 de noviembre de 1919 - Yport, 13 de mayo de 2003) pintor y escultor normando.
- Cuadros:

La Japonaise (1974), La Langouste, etc
- Esculturas:

Le violoncelliste, etc